# Камэи, Фумио
Фу́мио Камэ́и (яп. 亀井文夫; 1 апреля 1908 — 27 февраля 1987) — японский кинорежиссёр, сценарист и монтажёр.

## Биография
В 1928—1933 годах учился в Институте искусствознания в Ленинграде. Вернувшись на родину, стал работать на студии «Тохо», где начинал как монтажёр. По заказу Службы информации Японии ему было поручено снять пропагандистский фильм об японских войсках в Китае, но первые документальные работы были проникнуты сочувствием к Китаю и полны антивоенного пафоса. Так, «Сражающиеся солдаты» были запрещены к показу, а после выхода фильма «Исса Кобаяси» он был и вовсе арестован. После поражения Японии во Второй мировой войне вернулся к работе в кино. Участвовал в движении «независимых», поставив несколько художественных лент. С 1954 года возглавлял компанию «Нихон докюмэнто фируму», где снял много документальных фильмов, посвящённых последствиям атомной бомбардировки, борьбе с милитаризацией, жизни буракуминов и другим аспектам актуальной жизни послевоенной Японии.

## Фильмография

### Режиссёр
- 1936 — На бурном море / 姿なき姿
- 1937 — Шанхай / 上海
- 1937 — Нанкин / 南京市
- 1938 — Пекин / 北京
- 1939 — Сражающиеся солдаты / 戦ふ兵隊
- 1941 — Исса Кобаяси / 小林一茶
- 1946 — Трагедия Японии / 日本の悲劇
- 1947 — Война и мир / 戦争と平和 (с Сацуо Ямамото)
- 1952 — Быть матерью, быть женщиной / 母なれば女なれば
- 1953 — Женщина идёт одна по земле / 女ひとり大地を行く
- 1956 — Хорошо жить / 生きていてよかった
- 1956 — Сунагава — кровавая хроника / 流血の記録　砂川
- 1957 — Мир под знаком страха / 世界は恐怖する――死の灰の正体
- 1960 — Все люди братья / 人間みな兄弟
- 1963 — Тихий метод строительства /